# 陳清波 (高爾夫球員)
陳清波（1931年10月1日—2025年1月14日），淡水出生，別號「東洋侯根」，1978年歸化日本，日本名清水泰行，是日本籍台灣高爾夫球界的名宿，1960年代在日本高爾夫球壇曾掀起過一陣風潮，並於東京電視台TVS主持高爾夫球節目《陳清波的高爾夫學校》達11年之久，其著作《現代高爾夫》更被日本高爾夫球愛好者視為聖經。他在2004年被日本職業高爾夫組織推舉為「終身榮譽功勞獎」得主，以表彰他對高爾夫的貢獻。
2025年1月14日因敗血症病逝，享耆壽93歲。

## 外部連結
- 001曾情會客室-台灣高壇傳奇大師陳清波專訪上集1 （页面存档备份，存于）